# YouTube Kids
YouTube Kids é um site de vídeo infantil norte-americano desenvolvido pelo YouTube. O site fornece uma versão do serviço voltado para crianças, com seleções selecionadas de conteúdo, recursos de controle dos pais e filtragem de vídeos considerados visualização inadequada para crianças de até 12 anos.
Lançado pela primeira vez em 15 de fevereiro de 2015 como um aplicativo móvel para Android e iOS, desde então, o aplicativo foi lançado para TVs inteligentes LG, Samsung e Sony, bem como para Android TV. A partir de setembro de 2019, o aplicativo estará disponível em 69 países, incluindo Hong kong e Macau, e uma província. O YouTube lançou uma versão baseada na Web do YouTube Kids em 30 de agosto de 2019.
O YouTube Kids enfrentou críticas de grupos de defesa, especialmente a Campanha por uma infância livre de comerciais, por preocupações relacionadas ao uso de publicidade comercial do aplicativo, bem como sugestões algorítmicas de vídeos que podem ser inadequados para o público-alvo do aplicativo. O aplicativo também foi associado a uma controvérsia em torno de vídeos perturbadores e / ou violentos que retratam personagens de franquias de mídia infantil. As críticas aos vídeos levaram o YouTube a anunciar que seriam necessárias ações mais rigorosas para revisar e filtrar esses vídeos quando relatados pela comunidade e impedir que eles fossem acessíveis no aplicativo YouTube Kids.

## Recursos

### Conteúdo
O aplicativo é dividido em quatro categorias de conteúdo; "Recomendado", "Shows", "Música" e "Aprendizado". As categorias apresentam seleções selecionadas de conteúdo de canais considerados adequados para crianças.
Em agosto de 2016, o aplicativo foi atualizado para oferecer suporte ao serviço de assinatura YouTube Red (agora YouTube Premium), permitindo reprodução sem anúncios, reprodução em segundo plano e reprodução offline para assinantes. Em fevereiro de 2017, o YouTube começou a apresentar séries originais premium orientadas especificamente para o YouTube Kids, incluindo DanTDM Cria uma Grande Cena, Fruit Ninja: Frenzy Force, Hyperlinked e Kings of Atlantis. O YouTube também apresentou campanhas de defesa de direitos por meio de listas de reprodução especiais apresentadas no YouTube Kids, incluindo "#ReadAlong" (uma série de vídeos, principalmente com tipografia cinética) para promover a alfabetização, "#TodayILearned" (que apresentava uma lista de reprodução de orientada para STEM programas e vídeos), e "Torne Saudável, Torne Divertido" (uma colaboração com Marc e Pau Gasol para promover uma vida saudável e um estilo de vida ativo para as crianças).
Em novembro de 2017, o aplicativo foi atualizado para adicionar modos de interface do usuário adicionais projetados para diferentes faixas etárias, desde a interface simplificada existente (destinada a crianças mais novas) até uma interface mais densa projetada para crianças mais velhas.
Em setembro de 2018, o YouTube adicionou novas opções de faixa etária relacionadas ao conteúdo oferecido no aplicativo, "Mais novo" e "Mais antigo". "Younger" mantém o mix existente de conteúdo oferecido anteriormente e "Older" adiciona mais conteúdo de outros gêneros, como natureza, jogos e música. Em agosto de 2019, a configuração "Mais jovem" foi dividida para adicionar um novo grupo "Pré-escola", com foco em "criatividade, diversão, aprendizado e exploração".

### Controle dos pais
O aplicativo YouTube Kids apresenta configurações de controle dos pais, que permitem aos pais definir limites de tempo e impedir que os usuários acessem a ferramenta de pesquisa. Os pais podem usar um código de acesso ou sua conta do Google para proteger essas configurações e configurar perfis para vários usuários para personalizar suas experiências.

## Recepção

### Publicidade
A Campanha pela Infância Livre de Comércio (CCFC) e o Centro para Democracia Digital (CDD) manifestaram preocupação pelo uso da publicidade no aplicativo YouTube Kids, argumentando que as crianças não seriam capazes de distinguir os anúncios do conteúdo. Pára- choques curtos foram adicionados posteriormente ao aplicativo para estabelecer uma separação entre publicidade e conteúdo.

### Problemas de filtragem
O aplicativo YouTube Kids enfrentou críticas sobre a acessibilidade de vídeos inadequados para seu público-alvo. O CCFC registrou uma reclamação da FTC sobre o YouTube Kids logo após seu lançamento, citando exemplos de vídeos inadequados acessíveis por meio da ferramenta de pesquisa do aplicativo (como conteúdos relacionados a bebidas alcoólicas, acessíveis por meio da ferramenta de pesquisa do aplicativo) e a página Recomendada, eventualmente, usando o histórico de pesquisas para mostrar tais vídeos. O YouTube defendeu as críticas, afirmando que ele foi desenvolvido em consulta com outros grupos de defesa e que a empresa estava aberta a comentários sobre a operação do aplicativo. Uma controvérsia maior no YouTube, denominadaElsagate, também foi associada ao aplicativo, referindo-se a canais que postam vídeos com personagens de franquias populares (especialmente, entre outros, Frozen, Paw Patrol, Peppa Pig e Spider-Man), mas com conteúdos perturbadores, incluindo temas sexualmente sugestivos, violentos ou inadequados para crianças.
O chefe global de família e conteúdo infantil do YouTube, Malik Ducard, admitiu que "tornar o aplicativo familiar é da maior importância para nós", mas admitiu que o serviço não era curado o tempo todo e que os pais tinham a responsabilidade de monitorar o uso do aplicativo por seus filhos. controles para controlar como é usado por seus filhos (incluindo a desativação do acesso à ferramenta de pesquisa). Josh Golin, diretor da Campanha por uma infância livre de comércio, argumentou que algoritmos automatizados não eram suficientes para determinar se um vídeo é apropriado para a idade e que o processo exigia curadoria manual. Ele acrescentou que "o modelo do YouTube criou algo tão vasto, mas há 400 horas de conteúdo a cada minuto. É simplesmente grande demais. As pessoas vêm levantando essas questões há anos, basta visitar qualquer fórum para pais e estão conversando sobre os vídeos falsos da Peppa Pig. "
Em novembro de 2017, o YouTube anunciou que tomaria outras medidas para revisar e filtrar vídeos relatados pelos usuários como contendo conteúdo inadequado, incluindo o uso mais rigoroso de seu sistema de filtragem e restrição de idade para impedir que esses vídeos apareçam no aplicativo e no YouTube. Em uma atualização para o aplicativo YouTube Kids naquele mês, um aviso mais importante foi adicionado ao seu processo de configuração inicial, afirmando que o serviço não pode garantir integralmente a adequação dos vídeos que não passam por seleção manual e informando os pais sobre os meios para denunciar e bloqueie vídeos que eles não considerem adequados.
Essas opções se expandiram ainda mais em 2018, com a adição de uma opção para restringir os usuários a recomendações e canais revisados por humanos, além de um sistema manual de lista de permissões.